# Александровское сельское поселение (Сармановский район)
Александровское се́льское поселе́ние — муниципальное образование в Сармановском районе Татарстана Российской Федерации.
Административный центр — село Александровка.

## История
Статус и границы сельского поселения установлены Законом Республики Татарстан от 31 января 2005 года № 39-ЗРТ Законом Республики Татарстан от 31 января 2005 года № 39-ЗРТ «Об установлении границ территорий и статусе муниципального образования "Сармановский муниципальный район" и муниципальных образований в его составе».

## Население
| 2010 | 2011 | 2012 | 2013  | 2014  | 2015 | 2016 |
| ---- | ---- | ---- | ----- | ----- | ---- | ---- |
| 976  | ↘974 | ↗992 | ↗1013 | ↘1002 | ↘981 | ↗998 |
| 2017 |      |      |       |       |      |      |
| ↘997 |      |      |       |       |      |      |

## Состав сельского поселения
| № | Населённый пункт   | Тип населённого пункта       | Население |
| - | ------------------ | ---------------------------- | --------- |
| 1 | Александровка      | село, административный центр |           |
| 2 | Татарские Карамалы | село                         |           |
| 3 | Яхши-Каран         | деревня                      |           |